# Cis horridulus
Cis horridulus är en skalbaggsart som beskrevs av Thomas Casey 1898. Cis horridulus ingår i släktet Cis och familjen trädsvampborrare. Inga underarter finns listade i Catalogue of Life.